# Октава
Окта́ва — в музиці та акустиці — інтервал між двома тонами, частоти яких співвідносяться як 1 : 2. (тобто {\displaystyle \ f_{1}/f_{2}=2}). Також, восьмий ступінь діатонічного звукоряду. Також, ділянка звукоряду, в яку входять всі 7 ступенів — до, ре, мі, фа, соль, ля, сі, або 12 півтонів хроматичного звукоряду. Весь музичний діапазон, таким чином, поділяється на 7 повних та 2 неповні октави:

## Різновиди октави
В теорії музики розрізняють такі різновиди інтервалу октави:
|  | - (а) Чисту октаву ( висхідна, низхідна) - (b) Зменшену октаву (енгармонічно рівна великій септимі) - (с) Збільшену октаву (енгармонічно рівна малій ноні) |

## Позначення октав
Діапазон застосовуваних у музиці звуків розбитий на 9 октав, кожна з яких має свою назву. Крім того, існують різні способи позначення належності звука до тієї чи іншої октави, з яких найпоширеніші два — нотація Гельмгольца та американська нотація.

### Найменування октав
Октава, що лежить посередині діапазону, називається «Перша октава», наступна вгору — «Друга», потім «Третя», «Четверта» і «П'ята». Октави нижче 1-ї мають власні назви «Мала октава» — це октава нижче 1-ї, «Велика» — нижче малої, «контроктава» — нижче великої, і нарешті «субконтроктава» — нижче контроктави — найнижча з використовуваних октав. Октави нижче субконтроктави і вище 5-ї октави виходять за діапазон застосовуваних у музиці звуків і тому не мають власних назв і позначень звуків.

### Нотація Гельмгольца
Її запропонував німецький математик Герман фон Гельмгольц у роботі Die Lehre von den Tonempfindungen als physiologische Grundlage für die Theorie der Musik (1863). Ця нотація заснована на комбінації способу запису назви ступені — з великої або маленької літери, зокрема штрихів поруч з назвою щаблі — від одного до п'яти (замість штрихів також використовуються арабські цифри) і місця постановки штрихів — знизу або зверху. Нотація Гельмгольца може бути застосована як зі складовою системою найменування ступенів, так і з буквеною.

### Американська нотація
Інший спосіб позначення октав запропонувало Американське акустичне товариство у 1939 році й у США вій отримав назву «наукової нотації» (англ. Scientific pitch notation). В американській нотації номер октави записується відразу після визначення ступеня, при цьому октави нумеруються починаючи з найнижчої (субконтроктави), якій присвоюється номер 0-й. Цю нотацію застосовують тільки з буквеною системою найменування ступенів.

## Повний список октав

### Субконтроктава
Охоплює звуки з частотами від 16,352 Гц (включно) до 32,703 Гц. Найнижча з чутних октав, як правило нижні щаблі цієї октави в музиці не використовуються.
У нотації Гельмгольца найменування ступенів записуються з великої літери та справа знизу ставиться цифра 2 (або два штрихи). У науковій нотації має номер 0-й
| Номер ступеня | Частота, Гц | Складове позначення за Гельмгольцем | Буквенне позначення за Гельмгольцем | Американська нотація | Сучасна музична нотація |
| ------------- | ----------- | ----------------------------------- | ----------------------------------- | -------------------- | ----------------------- |
| 1             | 16,352      | До2                                 | C2                                  | C0                   | Субконтроктава          |
| 2             | 18,354      | Ре2                                 | D2                                  | D0                   | Субконтроктава          |
| 3             | 20,602      | Мі2                                 | E2                                  | E0                   | Субконтроктава          |
| 4             | 21,827      | Фа2                                 | F2                                  | F0                   | Субконтроктава          |
| 5             | 24,500      | Соль2                               | G2                                  | G0                   | Субконтроктава          |
| 6             | 27,500      | Ля2                                 | A2                                  | A0                   | Субконтроктава          |
| 7             | 30,868      | Сі2                                 | H2                                  | B0                   | Субконтроктава          |

### Контроктава
Охоплює звуки з частотами від 32,703 Гц (включно) до 65,406 Гц.
У нотації Гельмгольца найменування ступенів записуються з великої літери та справа знизу ставиться цифра 1 (або один штрих). У науковій нотації має номер 1.
| Номер ступеня | Частота, Гц | Складове позначення за Гельмгольцем | Буквенне позначення за Гельмгольцем | Американська нотація | Сучасна музична нотація |
| ------------- | ----------- | ----------------------------------- | ----------------------------------- | -------------------- | ----------------------- |
| 1             | 32,703      | До1                                 | C1                                  | C1                   | Контроктава             |
| 2             | 36,708      | Ре1                                 | D1                                  | D1                   | Контроктава             |
| 3             | 41,203      | Мі1                                 | E1                                  | E1                   | Контроктава             |
| 4             | 43,654      | Фа1                                 | F1                                  | F1                   | Контроктава             |
| 5             | 48,999      | Соль1                               | G1                                  | G1                   | Контроктава             |
| 6             | 55,000      | Ля1                                 | A1                                  | A1                   | Контроктава             |
| 7             | 61,735      | Сі1                                 | H1                                  | B1                   | Контроктава             |

### Велика октава
Охоплює звуки з частотами від 65,406 Гц (включно) до 130,81 Гц.
У нотації Гельмгольца найменування ступенів записуються з великої літери без додаткових цифр або штрихів. У науковій нотації має номер 2
| Номер ступеня | Частота, Гц | Складове позначення за Гельмгольцем | Буквенне позначення за Гельмгольцем | Американська нотація | Сучасна музична нотація |
| ------------- | ----------- | ----------------------------------- | ----------------------------------- | -------------------- | ----------------------- |
| 1             | 65,406      | До                                  | C                                   | C2                   | Велика октава           |
| 2             | 73,416      | Ре                                  | D                                   | D2                   | Велика октава           |
| 3             | 82,406      | Мі                                  | E                                   | E2                   | Велика октава           |
| 4             | 87,307      | Фа                                  | F                                   | F2                   | Велика октава           |
| 5             | 97,999      | Соль                                | G                                   | G2                   | Велика октава           |
| 6             | 110,00      | Ля                                  | A                                   | A2                   | Велика октава           |
| 7             | 123,47      | Сі                                  | H                                   | B2                   | Велика октава           |

### Мала октава
Охоплює звуки з частотами від 130,81 Гц (включно) до 261,63 Гц.
У нотації Гельмгольца найменування ступенів записуються з маленької букви без додаткових цифр або штрихів. У науковій нотації має номер 3.
| Номер ступеня | Частота, Гц | Складове позначення за Гельмгольцем | Буквенне позначення за Гельмгольцем | Американська нотація | Сучасна музична нотація |
| ------------- | ----------- | ----------------------------------- | ----------------------------------- | -------------------- | ----------------------- |
| 1             | 130,81      | до                                  | c                                   | C3                   | Мала октава             |
| 2             | 146,83      | ре                                  | d                                   | D3                   | Мала октава             |
| 3             | 164,81      | мі                                  | e                                   | E3                   | Мала октава             |
| 4             | 174,61      | фа                                  | f                                   | F3                   | Мала октава             |
| 5             | 196,00      | соль                                | g                                   | G3                   | Мала октава             |
| 6             | 220,00      | ля                                  | a                                   | A3                   | Мала октава             |
| 7             | 246,94      | сі                                  | h                                   | B3                   | Мала октава             |

### Перша октава
Включає звуки з частотами від 261,63 Гц (включно) до 523,25 Гц. Середня октава звукоряду музичної системи.
У нотації Гельмгольца найменування ступенів записуються з маленької букви, праворуч зверху пишеться цифра 1 (або один штрих). У науковій нотації має номер 4
| Номер ступеня | Частота, Гц | Складове позначення за Гельмгольцем | Буквенне позначення за Гельмгольцем | Американська нотація | Сучасна музична нотація |
| ------------- | ----------- | ----------------------------------- | ----------------------------------- | -------------------- | ----------------------- |
| 1             | 261,63      | до1                                 | c1                                  | C4                   | Перша октава            |
| 2             | 293,67      | ре1                                 | d1                                  | D4                   | Перша октава            |
| 3             | 329,63      | мі1                                 | e1                                  | E4                   | Перша октава            |
| 4             | 349,23      | фа1                                 | f1                                  | F4                   | Перша октава            |
| 5             | 392,00      | соль1                               | g1                                  | G4                   | Перша октава            |
| 6             | 440,00      | ля1                                 | a1                                  | A4                   | Перша октава            |
| 7             | 493,88      | сі1                                 | h1                                  | B4                   | Перша октава            |

### Друга октава
Включає звуки з частотами від 523,25 Гц (включно) до 1046,5 Гц.
У нотації Гельмгольца найменування ступенів записуються з маленької букви, праворуч зверху пишеться цифра 2 (або два штрихи). У науковій нотації має номер 5
| Номер ступеня | Частота, Гц | Складове позначення за Гельмгольцем | Буквенне позначення за Гельмгольцем | Американська нотація | Сучасна музична нотація |
| ------------- | ----------- | ----------------------------------- | ----------------------------------- | -------------------- | ----------------------- |
| 1             | 523,25      | до2                                 | c2                                  | C5                   | Друга октава            |
| 2             | 587,33      | ре2                                 | d2                                  | D5                   | Друга октава            |
| 3             | 659,26      | мі2                                 | e2                                  | E5                   | Друга октава            |
| 4             | 698,46      | фа2                                 | f2                                  | F5                   | Друга октава            |
| 5             | 783,99      | соль2                               | g2                                  | G5                   | Друга октава            |
| 6             | 880,00      | ля2                                 | a2                                  | A5                   | Друга октава            |
| 7             | 987,77      | сі2                                 | h2                                  | B5                   | Друга октава            |

### Третя октава
Включає звуки з частотами від 1046,5 Гц (включно) до 2093,0 Гц.
У нотації Гельмгольца найменування ступенів записуються з маленької букви, праворуч зверху пишеться цифра 3 (або три штриха). У науковій нотації має номер 6
| Номер ступеня | Частота, Гц | Складове позначення за Гельмгольцем | Буквенне позначення за Гельмгольцем | Американська нотація | Сучасна музична нотація |
| ------------- | ----------- | ----------------------------------- | ----------------------------------- | -------------------- | ----------------------- |
| 1             | 1046,5      | до3                                 | c3                                  | C6                   | Третья октава           |
| 2             | 1174,7      | ре3                                 | d3                                  | D6                   | Третья октава           |
| 3             | 1318,5      | мі3                                 | e3                                  | E6                   | Третья октава           |
| 4             | 1396,9      | фа3                                 | f3                                  | F6                   | Третья октава           |
| 5             | 1568,0      | соль3                               | g3                                  | G6                   | Третья октава           |
| 6             | 1760,0      | ля3                                 | a3                                  | A6                   | Третья октава           |
| 7             | 1975,5      | сі3                                 | h3                                  | B6                   | Третья октава           |

### Четверта октава
Включає звуки з частотами від 2093,0 Гц (включно) до 4186,0 Гц.
У нотації Гельмгольца найменування ступенів записуються з маленької букви, праворуч зверху пишеться цифра 4 (або чотири штриха). У науковій нотації має номер 7
| Номер ступеня | Частота, Гц | Складове позначення за Гельмгольцем | Буквенне позначення за Гельмгольцем | Американська нотація | Сучасна музична нотація |
| ------------- | ----------- | ----------------------------------- | ----------------------------------- | -------------------- | ----------------------- |
| 1             | 2093,0      | до4                                 | c4                                  | C7                   | Четвертая октава        |
| 2             | 2349,3      | ре4                                 | d4                                  | D7                   | Четвертая октава        |
| 3             | 2637,0      | мі4                                 | e4                                  | E7                   | Четвертая октава        |
| 4             | 2793,8      | фа4                                 | f4                                  | F7                   | Четвертая октава        |
| 5             | 3136,0      | соль4                               | g4                                  | G7                   | Четвертая октава        |
| 6             | 3520,0      | ля4                                 | a4                                  | A7                   | Четвертая октава        |
| 7             | 3951,1      | сі4                                 | h4                                  | B7                   | Четвертая октава        |

### П'ята октава
Включає звуки з частотами від 4186,0 Гц (включно) до 8372,0 Гц. Найвища з використовуваних в музиці октав, переважно використовується лише її нижній ступінь.
У нотації Гельмгольца найменування ступенів записуються з маленької букви, праворуч зверху пишеться цифра 5 (або п'ять штрихів). У науковій нотації має номер 8
| Номер ступеня | Частота, Гц | Складове позначення за Гельмгольцем | Буквенне позначення за Гельмгольцем | Американська нотація | Сучасна музична нотація |
| ------------- | ----------- | ----------------------------------- | ----------------------------------- | -------------------- | ----------------------- |
| 1             | 4186,0      | до5                                 | c5                                  | C8                   | П'ята октава            |
| 2             | 4698,6      | ре5                                 | d5                                  | D8                   | П'ята октава            |
| 3             | 5274,0      | мі5                                 | e5                                  | E8                   | П'ята октава            |
| 4             | 5587,7      | фа5                                 | f5                                  | F8                   | П'ята октава            |
| 5             | 6271,9      | соль5                               | g5                                  | G8                   | П'ята октава            |
| 6             | 7040,0      | ля5                                 | a5                                  | A8                   | П'ята октава            |
| 7             | 7902,1      | сі5                                 | h5                                  | B8                   | П'ята октава            |